# Герман Вайтон
Герман Вайтон (англ. Herman Whiton, 6 квітня 1904 — 6 вересня 1967) — американський яхтсмен.
Олімпійський чемпіон 1948 (6 метрів), 1952 (6 метрів) років.